# Дометій Йосипович Йоха (Березенець)
Дометій Йосипович Йоха (Березенець) (нар. 20 серпня 1898, с. Березна, Чернігівська область — 8 березня 1988, Едмонтон, Канада) — українсько-канадський оперний співак (баритон), музичний педагог.

## Творчий шлях
1920 року закінчив учительську семінарію, а в 1931-му ― Музично-драматичний інститут у Києві (клас М. Чистякова), розпочав артистичну діяльність як співак і хормейстер у Чернігові, згодом співав у капелі «Думка» в Києві.
1933—1939 — соліст Київського театру опери та балету ім. Т. Шевченка, мав численні гастролі теренами України. З 1940 по 1944 роки — соліст Львівської філармонії. Разом з ним у концертах брала участь і його дружина Олена Лозицька (сопрано).
Від 1944 року проживав на еміграції. Виступав з власними концертами у Берліні, Празі, Братиславі. 1948 року переїхав до Канади, де продовжив свою творчу та педагогічну діяльність.
У репертуарі — численні українські народні пісні, а також романси М. Лисенка, Я. Степового, М. Стеценка, Я. Лопатинського, В. Барвінського, Я. Ярославенка та ін. 1963 року записав платівку народних пісень та романсів українських композиторів.

## Педагогічна діяльність
Педагогічну діяльність розпочав у Чернігівській музичній школі (1920—1926). В 1940—1941 роках — доц. Львівської консерваторії. Від 1945 викладав у Православній духовній академії в Мюнхені. У Канаді викладав у консерваторії при Альбертському коледжі в Едмонтоні, а також мав власну вокальну студію. Серед його учнів — Іван Рудавський, Остап Роп'яник, Йосип Гошуляк.